# Krogulec rudobrzuchy
Krogulec rudobrzuchy (Accipiter rufiventris) – gatunek średniej wielkości ptaka drapieżnego z rodziny jastrzębiowatych (Accipitridae), zamieszkujący wschodnią i południową Afrykę.

## Systematyka i zasięg występowania
Blisko spokrewniony z krogulcem zwyczajnym (A. nisus), z którym często bywał uznawany za jeden gatunek, ponadto z krogulcem prążkowanym (A. madagascariensis) i być może kompleksem A. striatus. Wyróżnia się dwa podgatunki A. rufiventris:
- A. rufiventris perspicillaris, występujący w Etiopii i prawdopodobnie Erytrei,
- A. rufiventris rufiventris, występujący na obszarze od wschodniej Demokratycznej Republiki Konga, Kenii i Ugandy na północy po Republikę Południowej Afryki na południu.

## Morfologia
Długość ciała 29–36 cm, rozpiętość skrzydeł 58–72 cm.
Grzbiet ma barwę ciemnoszarą, ogon ciemnoszarą z czarnymi pasami. Gardło jest płowe, klatka piersiowa, brzuch i uda rudawe, oczy, woskówka i nogi żółte. Młode mają ciemnobrązowy grzbiet, ciemnobrązową głowę z bladymi elementami, ciemnobrązowe skrzydła z rudymi krawędziami, biało-rudą klatkę piersiową i brzuch.

## Ekologia i zachowanie
Krogulce rudobrzuche żyją w niewielkich, górskich lasach w pobliżu obszarów trawiastych, a także na plantacjach i w ogrodach. Żywią się głównie mniejszymi ptakami (m.in. frankolinami, gołębiami, skowronkami i szponnikami). W skład ich diety wchodzą także owady, gady i niewielkie ssaki. Poluje podczas lotu lub poszukując pożywienia na gałęzi.

## Status
Międzynarodowa Unia Ochrony Przyrody (IUCN) uznaje krogulca rudobrzuchego za gatunek najmniejszej troski (LC – least concern) nieprzerwanie od 1988 roku. Trend liczebności populacji uznaje się za wzrostowy.